# Maurice Clemmons
Maurice Clemmons (North Little Rock, Arkansas; 6 de febrero de 1972-Seattle, Washington; 1 de diciembre de 2009) fue un criminal estadounidense responsable del asesinato de cuatro agentes de policía en Parkland, Washington, el 29 de noviembre de 2009. Después de evadir a la policía dos días después del tiroteo, Clemmons fue baleado y muerto por un policía de Seattle.
Antes de su participación en el tiroteo, Clemmons tenía al menos cinco condenas por delitos graves en Arkansas y al menos ocho cargos de delitos graves en el estado de Washington. Su primer encarcelamiento comenzó en 1989, a los 17 años. Enfrentando sentencias por un total de 108 años de prisión, las penas de robo fueron reducidas en 2000 por el gobernador de Arkansas Mike Huckabee a 47 años, lo que le hizo inmediatamente elegible para libertad condicional. La junta de libertad condicional de Arkansas por unanimidad decidió liberarlo en el año 2000. Clemmons fue arrestado posteriormente en otros cargos y fue encarcelado varias veces. En los meses previos al tiroteo, estaba en la cárcel por cargos de agredir a un oficial de policía y violar a una niña. Una semana antes del tiroteo, fue liberado de la cárcel tras una fianza de $150 000.
En aquel entonces, el asesinato de los cuatro agentes de policía por parte de Clemmons representó el mayor número de oficiales de policía asesinados por un agresor solitario en un solo incidente en la historia de Estados Unidos. Fue superado en julio de 2016 cuando un tiroteo masivo ocurrió en Dallas, Texas, causando la muerte de cinco agentes de policía.

## Primeros años de vida y crímenes
El padre de Maurice Clemmons hizo marcos para asientos de automóviles en una fábrica de Chrysler, y su madre, Dorothy Mae Clemmons, trabajó en un hogar de ancianos. Tenía cinco hermanos. Clemmons vivió en Marianna, Arkansas en su temprana juventud y se trasladó a Little Rock como un adolescente. Fue detenido cuando era estudiante en la escuela secundaria por llevar una pistola calibre .25 en propiedad escolar. Afirmó llevar el arma porque fue golpeado y dijo que tenía «algo para ellos» si lo atacaban otra vez. Clemmons no volvió a la escuela y terminó su educación en ese punto. En 1989, Clemmons, entonces de 17 años de edad, y otros dos cómplices robaron a una mujer a medianoche en el estacionamiento de un bar de hotel de Little Rock. Clemmons pretendió tener una pistola en su bolsillo y amenazó con dispararle si ella no le daba su cartera. Cuando ella respondió, «Bueno, ¿por qué no simplemente disparas?», él le golpeó en la cabeza y salió corriendo con el bolso, que contenía $16 y una tarjeta de crédito.
Clemmons fue acusado varias veces de mostrar una conducta violenta durante sus apariciones en la corte. En un incidente, había desmantelado un tope de metal de una puerta y lo escondió en su calcetín como un arma. Fue descubierto y confiscado por un alguacil de la corte. En otro incidente, tomó una cerradura de su celda y la arrojó a un alguacil, pero erró y accidentalmente golpeó a su madre en su lugar. Clemmons fue acusado una vez de tratar de alcanzar la pistola de un guardia mientras era transportado a la corte. Durante un juicio, fue encadenado en grilletes y sentado junto a un oficial uniformado porque el juez ordenó mayor seguridad, alegando que Clemmons le había amenazado. A los 16 años, los cargos de Clemmons fueron transferidos de la corte juvenil a la corte de adultos debido a la naturaleza extremadamente violenta de sus crímenes y comportamiento.
En 1990, Clemmons fue condenado a 108 años de prisión por ocho cargos de delito grave de su adolescencia en Arkansas. La pena de prisión total provino de varias sentencias, algunas de las cuales fueron simultáneas a otras y algunas fueron consecutivas. La condena más grande vino en 1990, cuando se le dio una pena de 60 años de prisión por irrumpir en la casa de un policía estatal de Arkansas y robar artículos por valor de sobre $6700, incluyendo un arma de fuego.
Durante su condena por los cargos, un juez de circuito dijo a Clemmons que había roto el corazón de su madre, a lo que respondió, «He roto mi propio corazón». Clemmons fue condenado en 1989 a 35 años de prisión por el robo a la mujer frente al bar de hotel de Little Rock. Entre sus otras sentencias fueron seis años por posesión de arma basado en su detención en la secundaria; y ocho años por robo, hurto y libertad condicional en el Condado de Pulaski el 9 de septiembre de 1989. Era inelegible para libertad condicional hasta 2015 o más adelante. Originalmente estaba recluido en las instalaciones correccionales de Tucker, Arkansas, pero finalmente fue trasladado a la unidad Cummins cerca de Grady.

## Indulto
En 1999, después de haber cumplido 10 años de su condena, Clemmons presentó un recurso de indulto ante el gobernador de Arkansas Mike Huckabee.
En su petición a Huckabee, Clemmons escribió que provenía de «una familia cristiana muy buena» y fue «criado mucho mejor de lo que hablan de mis acciones». Clemmons afirmaba se había trasladado desde Seattle, Washington a Arkansas cuando era adolescente, y debido a que él no tenía amigos cedió a la presión de sus compañeros y «cayó en malas compañías» para ser aceptado por sus compañeros jóvenes, lo que le llevó a cometer sus crímenes. Aunque él se disculpó por sus acciones, Clemmons también se quejó de que recibió sentencias demasiado duras. También afirmó que había cambiado y lamentó que su madre había muerto recientemente sin verlo dar vuelta a su vida. La solicitud de clemencia de Clemmons fue apoyada por el juez de circuito del condado de Pulaski Marion Humphrey, que sostuvo que la condena acumulada era excesiva y citó lo joven que era Clemmons en el momento que cometió los crímenes.
La decisión se hizo sobre las objeciones de algunas víctimas y los fiscales involucrados en casos anteriores de Clemmons pero fue apoyada por la junta de libertad condicional bipartidista y el juez del tribunal de primera instancia en el caso de Clemmons. Mark Fraiser, un abogado que procesó los casos tempranos contra Clemmons en el Condado de Pulaski, argumentó que Clemmons era extremadamente propenso a cometer nuevos actos de violencia en el futuro y para que un adolescente recibiera tal larga condena de prisión sin haber cometido un asesinato, «tienes que ser un mal tipo». El 3 de mayo de 2000, Huckabee conmutó la condena a 108 años de Clemmons a 47 años, 5 meses y 19 días, que le hacía elegible para libertad condicional ese día. Como un factor en su decisión, Huckabee citó la sentencia inusualmente larga para la edad de Clemmons en el momento de que los crímenes fueron cometidos. La junta de libertad condicional de Arkansas aprobó por unanimidad la libertad de Clemmons el 13 de julio de 2000, y fue puesto en libertad el 1 de agosto de 2000.

## Crímenes posteriores
En marzo de 2001, Clemmons violó su libertad condicional por cometer robo agravado y robo en el Condado de Ouachita. Fue declarado culpable de 13 de julio de 2001 y condenado a 10 años de prisión. Se enfrentó a acusaciones de violaciones de libertad condicional, pero debido a problemas con el caso, no se le fueron presentados los casos hasta 2004. Su abogado argumentó que los cargos de violación de libertad condicional debían descartarse por haber pasado tanto tiempo, y luego fueron desestimados. Clemmons fue otorgado libertad condicional por los cargos de robo en 2004. Le dijo a la junta de libertad condicional que «no estaba listo» la primera vez que fue puesto en libertad, pero que él «no quería morir en prisión» y que quería «tratar de hacer lo correcto». Clemmons se trasladó a Washington en 2004 mientras que todavía estaba en libertad condicional, lo que fue aprobado por las autoridades de Arkansas. Ese año, se casó con una mujer llamada Nicole Smith, aunque The Seattle Times informó más tarde la relación había «sido tumultuosa». Fue colocado bajo la supervisión del Departamento Correccional del Estado de Washington y clasificado como «de alto riesgo a reincidir». Su supervisión era hasta octubre de 2015. Vivió en Tacoma, donde él funcionó un negocio de paisajismo y lavado desde su casa. Durante los siguientes cinco años, Clemmons compró seis casas, incluyendo una en Arkansas y cinco en Washington.
Tras su libertad condicional en el año 2004, Clemmons no tuvo detenciones ni problemas con la ley hasta mayo de 2009. The Seattle Times se refirió a cuatro días en mayo de 2009 como el momento cuando «el comportamiento y estado mental de Maurice Clemmons se deterioraron». El 9 de mayo, el ayudante del sheriff del Condado de Pierce respondió a la casa de Clemmons después de informes que estaba lanzando rocas a casas, coches y personas. Cuando el ayudante intentó entrar en la casa, uno de los primos de Clemmons agarró su muñeca. Después de una lucha, Clemmons salió de la casa y le dio un puñetazo al ayudante en la cara y agredió a un segundo ayudante que llegó a ayudar al primero. Clemmons fue puesto bajo arresto y llevado a la cárcel del Condado de Pierce, donde continuó luchando y dijo a los trabajadores de la cárcel «Los voy a matar todos, perras». Fue acusado de dos cargos de delito grave por agresión y dos cargos de delito grave por daño malicioso y liberado de la cárcel al día siguiente tras una fianza de $40 000 sin ver a un juez.
El 11 de mayo, alrededor de la 1:00 a. m., Clemmons apareció desnudo en su sala de estar y ordenó a dos mujeres de la familia, de 11 y 12 años de edad, que le acarician. Las dos cumplieron por miedo, y la de 11 años de edad huyó de la casa después. Clemmons llevó a la de 12 años de edad a su habitación junto con la esposa de Clemmons. Clemmons repetidamente se refirió a sí mismo como Jesús y dijo que su esposa era Eva. Liberó a la niña de 12 años después de que su esposa le pidiera que la dejara marchar. Sin embargo, aproximadamente a las 4:00 a. m. esa misma mañana, reunió a su familia detrás de la sala de estar y exigió que se desnudaran. Después salió de la casa, alegando que el mundo estaba llegando a su fin y que «iba a volar al cielo». Un miembro de la familia llamó al 911 y la policía encontró a Clemmons en una segunda casa que estaba construyendo, pero Clemmons huyó a pie y escapó. No apareció al día siguiente para una acusación por sus cargos del 9 de mayo. Servicios de protección infantil investigó y fundamentó la denuncia por abuso sexual. Latanya Clemmons, hermana de Clemmons, dijo a las autoridades que había experimentado un cambio y que «no estaba en sus cabales».
Clemmons fue detenido el 1 de julio de 2009, después de que apareció en una corte del Condado de Pierce intentando tener su orden de arresto abandonada. Fue acusado de violación de segundo grado de una niña, como un fugitivo de Arkansas. En el momento de su detención, Clemmons hizo observaciones de temática religiosa y se refirió a sí mismo como «la bestia». También dijo a un oficial de policía que el presidente Barack Obama y LeBron James eran sus hermanos, y Oprah Winfrey era su hermana. Los fiscales del Condado de Pierce afirmaron que los recientes crímenes de Clemmons equivalían a una violación de la libertad condicional de Clemmons en Arkansas, y que se enfrentaría a años de prisión si él volvía al estado. Sin embargo, el Departamento Correccional de Arkansas notificó al Condado de Pierce el 22 de julio que no pretendía pedir su extradición y que debía ser adjudicado por sus cargos en Washington. Stephen Penner, un fiscal adjunto en el Condado de Pierce, dijo que la decisión de Arkansas, que «hay un incentivo incorporado para no continuar. De cierta manera, cuanto más violentos son, menos los quieren en su comunidad».
Durante una evaluación de salud mental ordenada por la corte, Clemmons dijo a psicólogos que había experimentado alucinaciones en mayo de 2009 de «gente bebiendo sangre y gente que come a bebés, y sin ley en las calles, como si la gente eran caníbales». Afirmó que las visiones ya habían pasado. También afirmó que no tenía fe en el sistema de justicia estadounidense y pensó que era «maliciosamente perseguido porque soy negro y le creen a la policía». La evaluación, completada por dos psicólogos del Western State Hospital el 19 de octubre, concluyó que Clemmons era peligroso y presentaba un riesgo mayor de futuros actos criminales. El juez del Condado de Pierce John McCarthy estableció la fianza por los cargos de agresión de Clemmons en $40 000, considerablemente por debajo de los $100 000 que los fiscales buscaron basados en la historia de violencia de Clemmons. El juez del Condado de Pierce Thomas Felnagle fijó la fianza por los cargos de violación infantil en $150 000, también inferior a la solicitada por los fiscales, pero más alta que los $200 000 de costumbre para los cargos.
Después de una evaluación mental, un psicólogo concluyó que Clemmons era competente a enfrentar juicio por las acusaciones, lo que lo eliminó como candidato para confinamiento involuntario. Un abogado de Clemmons notificó al tribunal que planeaba realizar una defensa por locura o capacidad disminuida. El 23 de noviembre de 2009, Clemmons pagó $15 000 por una fianza de $190 000 de Jail Sucks Bail Bonds, una compañía basada en Chehalis, para lograr su liberación. Dos otras agencias de fianzas habían rechazado a Clemmons basado en su historia de no comparecer en la corte.

## Atentado contra policías de 2009
Clemmons no se comunicó con su oficial de correcciones de la comunidad dentro de la 24 horas de su liberación como era necesario, pero no se hizo nada en respuesta. El 26 de noviembre de 2009, menos de una semana después de que Clemmons pagara su fianza, durante una reunión de Día de Acción de Gracias en la casa de la tía de Clemmons, Clemmons dijo a varias personas que estaba enojado sobre sus problemas legales en el Condado de Pierce y que planeaba usar un arma para asesinar a policías y otros, incluyendo a niños en edad escolar. Mostró un arma a la gente en la sala y les dijo que tenía otras dos en su coche y hogar. Clemmons dijo que planeaba activar una alarma al quitarse un monitor de tobillo ordenado por la corte, entonces él le dispararía a los agentes de policía que respondieran al venir a su casa. Al describir el asesinato planificado, Clemmons dijo, «Toc, toc, toc, boom!».
Darcus Allen, un asesino convicto que previamente sirvió en una prisión de Arkansas con Clemmons, estaba supuestamente presente en la conversación. También en Acción de Gracias, Clemmons cortó un monitor GPS que Jail Sucks Bail Bonds había asegurado en el tobillo. El 28 de noviembre, Clemmons mostró dos armas de fuego a sus amigos Eddie y Douglas Davis y les dijo que planeaba disparar a policías con ellas; el intercambio fue presenciado por el medio hermano de Clemmons Rickey Hinton, con quien compartió una casa. Durante el intercambio, Clemmons bailaba alrededor con las armas en sus manos, diciendo ser Lucifer. Le dijo a los hombres que dos veces había intentado ir a una estación de policía de Tacoma, donde planeaba entrar y disparar. La primera vez la estación estaba cerrada y la segunda vez sufrió una rueda pinchada en el camino, afirmó Clemmons. Habló de detenerse en una intersección concurrida o una escuela y disparar a gente.
En la mañana del 29 de noviembre, Clemmons condujo una camioneta blanca a la casa de Allen, y luego Allen lo condujo hasta la cafetería Forza Coffee Co., en Parkland, un suburbio de Tacoma. Después de que vieron patrullas de policía en el estacionamiento, Allen condujo hacia atrás pasando la cafetería y estacionando cerca. Algunos informes de los testigos dijeron que Clemmons estacionó su camioneta en un lavado de coches al norte de la cafetería y pretendió limpiar el vehículo, pero nunca encendió la manguera. Alrededor de las 8:00 a. m., Clemmons entró en la cafetería Forza Coffee Co., donde cuatro agentes de policía estaban trabajando en sus computadoras portátiles antes de su turno. Clemmons abrió fuego contra los oficiales, hiriéndolos de muerte.
Los investigadores dijeron que los asesinatos fueron un ataque dirigido, estilo ejecución y no asociado a un robo; Clemmons no tuvo como objetivo otros clientes o los dos baristas trabajando en el momento. Los cuatro oficiales muertos fueron Mark Renninger, de 39 años (asesinado con un disparo en la cabeza); Ronald Owens, de 37 años (disparo en el cuello); Tina Griswold, de 40 años (disparo en la cabeza); y Greg Richards, de 42 años (disparo en la cabeza).
Mientras Clemmons huía, el oficial Richards luchó con él en la puerta de la cafetería, luego disparó a Clemmons en la espalda antes de que el oficial sucumbió a una herida de bala en la cabeza. El tirador robó las pistolas Glock de Richards antes de escapar. Clemmons regresó a la camioneta y Allen lo condujo fuera del lugar. Allen más tarde dijo a los detectives que se detuvo en una intersección y abandonó a Clemmons y a la camioneta, alegando que «no quería formar parte de esto». Sin embargo, la policía más tarde discutió esta alegación, diciendo que no había evidencia de que Allen abandonó el vehículo. Clemmons fue identificado más tarde como una «persona de interés» en los asesinatos, pero poco después fue identificado como un sospechoso buscado. La policía no identificó ningún motivo para los asesinatos, y el detective Ed Troyer, portavoz de la oficina del Sheriff del Condado de Pierce, dijo: «Nos vamos a sorprender si hay un motivo digno de mencionar». La policía inicialmente creyó que el sospechoso podría haber muerto de sus heridas poco después del tiroteo.
Clemmons volvió a su casa y le dijo a Hinton había sido baleado por la policía, y Hinton presuntamente dio a Eddie y Douglas Davis un coche para «sacar a Clemmons de aquí». Mientras condujeron, Clemmons le dijo a los hermanos que «se había hecho cargo de sus asuntos». Los hermanos de Davis llevaron a Clemmons a otros amigos, quienes vendaron sus heridas. Más tarde, la policía recibió información de que Clemmons buscaba refugio de amigos en Seattle. La policía detuvo un coche blanco que creían lo había transportado, y la conductora admitió que Clemmons era un amigo y ella le había traído a Seattle después de que él le dijo «que había matado a un oficial u oficiales de policía».
Empleados de la cafetería que presenciaron el tiroteo identificaron a Clemmons como el tirador a partir de una serie de fotos. Las autoridades lo buscaron en lo que se consideró una de las cacerías humanas más grandes que el área de Seattle-Tacoma había visto, y Clemmons fue considerado el hombre más buscado en el noroeste del Pacífico. Las autoridades también rodearon las casas de familiares y amigos de Clemmons para impedirle encontrar refugio y determinar quién le ayudaba. Un pariente de Clemmons supo que Clemmons iba llegando a su casa en el barrio de Leschi en Seattle, informó a la policía y huyó. La policía bloqueó la casa durante 11 horas en la madrugada del 30 de noviembre, creyendo que Clemmons estaba atrincherado dentro. Después de varios intentos para persuadir o forzarlo fuera de la casa, incluyendo el uso de un robot y granadas aturdidoras, policías entraron y descubrieron que Clemmons no estaba dentro. Más tarde ese día, la policía buscó varias ubicaciones en las zonas de Seattle y Tacoma, incluyendo un parque donde encontraron un arma de fuego de Clemmons y su camioneta, que tenía manchas de sangre dentro.

## Muerte
El 1 de diciembre de 2009, Clemmons fue baleado y muerto por el policía de Seattle Benjamin L. Kelly. Alrededor de las 2:45 a. m., Kelly estaba patrullando y se detuvo para investigar un coche averiado en el lado de la carretera, que fue desocupado con su capó abierto. Kelly reconoció el vehículo como habiendo sido reportado robado. Sentado en su coche patrulla y escribiendo un informe, Kelly notó a Clemmons aproximándose a él y lo reconoció como el sospechoso del tiroteo de Lakewood. Kelly le ordenó detenerse y mostrar sus manos, pero en cambio empezó a huir alrededor del vehículo averiado. La policía afirma que Clemmons alcanzó el área de su cintura por un arma de fuego. Kelly disparó a Clemmons varias veces y lo impactó por lo menos dos veces, matándolo. Clemmons llevaba una pistola que había pertenecido al oficial de Lakewood Greg Richards. Kelly fue puesto en licencia administrativa rutinaria tras el tiroteo. La policía más tarde dijo que Clemmons eventualmente habría muerto de la herida de bala que sufrió en el tiroteo de Lakewood.
Tras su muerte, varias personas fueron detenidas por ayudar a Clemmons durante y después del tiroteo de Lakewood. Las autoridades reclaman que los cómplices engañaron a la policía acerca de su paradero, le dieron teléfonos celulares y dinero, aplicaron primeros auxilios a su herida de arma de fuego y trataron de ayudarlo a abandonar el estado. Entre las personas detenidas estaban la hermana de Clemmons, que vendó sus heridas y le proporcionó transporte. Las autoridades arrestaron a cinco personas por asistir a Clemmons: Letricia Nelson, Quiana Williams, Douglas Davis, Eddie Davis y Ricky Hinton. Darcus Allen fue detenido y acusado de homicidio en primer grado agravado por su presunto papel como el chofer de escapada de Clemmons. Allen afirmó que desconocía los planes de Clemmons cuando él lo llevó a la cafetería, pero las autoridades argumentaron que había conocido durante días que Clemmons planeaba asesinar a agentes de la policía.
Arreglos funerarios se mantuvieron privados por la familia debido a las circunstancias de su crimen.